# 1991 في تركيا
فيما يلي قوائم الأحداث التي وقعت خلال عام 1991 في تركيا.

## سياسة

### تعيين في المنصب
- 1 يناير – عبد الله غل عضو في البرلمان التركي.
- 20 نوفمبر – سليمان دميرل رئيس وزراء تركيا.

## مواليد

### يناير
- 1 يناير – سيرتاتش شانلي لاعب كرة سلة تركي.
- 9 يناير – كان ماكسيم موتاف لاعب كرة سلة تركي.
- 24 يناير – نجيب أويصال لاعب كرة قدم تركي.
- 30 يناير – عبد القادر قايالي لاعب كرة قدم تركي.

### فبراير
- 24 فبراير – سميح كايا لاعب كرة قدم تركي.

### مارس
- 23 مارس – بانسو سورال ممثلة تركية.

### أبريل
- 8 أبريل – ألبير بوتوك لاعب كرة قدم تركي.

### مايو
- 20 مايو – إيمري كولاك لاعب كرة قدم تركي.
- 30 مايو – تولغا ساريتاش ممثل تركي.

### أغسطس
- 9 أغسطس – فرقان ألدمير لاعب كرة سلة تركي.
- 18 أغسطس – إسراء أورال

### سبتمبر
- 26 سبتمبر – بيرك أتان

### نوفمبر
- 7 نوفمبر – ديلارا كايا لاعبة كرة سلة تركية.

## وفيات

### مارس
- 21 مارس – ودعت دالوكاي (مواليد 1927) مهندس معماري تركي.

### يوليو
- 4 يوليو – صابرة أيدمير (مواليد 1910)

### سبتمبر
- 5 سبتمبر – فخر النساء زيد (مواليد 1901) فنانة عراقية.
- 13 سبتمبر – ميتن أوكتاي (مواليد 1936) لاعب كرة قدم تركي.